# Hồ Nam (phường)
Hồ Nam là một phường thuộc quận Lê Chân, thành phố Hải Phòng, Việt Nam.

## Địa lý
Phường Hồ Nam có diện tích 0,34 km², dân số năm 2022 là17.612 người, mật độ dân số đạt 51.799 người/km².

## Lịch sử
Ngày 15 tháng 1 năm 1981, UBND TP. Hải Phòng ban hành Quyết định số 83/QĐ-UBND về việc thành lập phường Hồ 
Nam thuộc quận Lê Chân.
Ngày 20 tháng 7 năm 2022, HĐND TP. Hải Phòng ban hành Nghị quyết số 26/NQ-HĐND về việc:
- Sáp nhập tổ dân phố số 2 và một phần của tổ dân phố số 3 vào tổ dân phố số 1.
- Thành lập tổ dân phố số 2 trên cơ sở 2 tổ dân phố: số 4, số 5 và một phần của tổ dân phố số 3.
- Thành lập tổ dân phố số 3 trên cơ sở tổ dân phố số 6 và tổ dân phố số 7.
- Thành lập tổ dân phố số 4 trên cơ sở 3 tổ dân phố: số 14, số 15, số 16.
- Thành lập tổ dân phố số 5 trên cơ sở 3 tổ dân phố: số 8, số 9, số 10.
- Thành lập tổ dân phố số 6 trên cơ sở 3 tổ dân phố: số 25, số 26, số 27.
- Thành lập tổ dân phố số 7 trên cơ sở 3 tổ dân phố: số 11, số 12, số 13.
- Thành lập tổ dân phố số 8 trên cơ sở 3 tổ dân phố: số 17, số 18, số 23.
- Thành lập tổ dân phố số 9 trên cơ sở 3 tổ dân phố: số 19, số 21, số 22.
- Thành lập tổ dân phố số 10 trên cơ sở tổ dân phố số 20 và tổ dân phố số 24.